# Polski owczarek podhalanski
För andra betydelser, se Ovtjarka.
Polski owczarek podhalanski är en hundras från Polen, som även har kallats tatrahund. Den är en vaktande herdehund och boskapsvaktare och skall inte förväxlas med den lättare och långhåriga vallhunden polski owczarek nizinny.

## Historia
Den senare och äldre benämningen kommer av att rasen förknippats med Tatrabergen, en bergsskedja på gränsen mellan Polen och Slovakien, som hör till Karpaterna och polski owczarek podhalanski härstammar från de herdehundar med molosserpåbrå som länge funnits i dessa bergstrakter. Den står nära den slovakiska rasen slovenský cuvac och den ungerska kuvasz, som den kan vara svår att skilja från.
Andra världskriget innebar att antalet hundar av rasen drastiskt minskade och den var inte långt ifrån att försvinna innan den räddades. 1967 blev rasen godkänd av Fédération Cynologique Internationale (FCI). I Sverige registrerades den först 2002.

## Egenskaper
Rasen har ett ursprung som arbetande hund. Dess uppgifter var att skydda flockar av får och getter mot alla hot som förekom i bergen. Den har därför vaktinstinkt och är anpassad för att tåla stränga klimat.

## Utseende
Färgen på pälsen är vit. Hanhundarna har en mankhöjd på 65–70 centimeter och tikarna har en mankhöjd på 60–65 centimeter.